# آهنگری کاتالان
آهنگری کاتالان مجموعه‌ای از فرآیندهای فنی است که با هدف تولید آهن از طریق کاهش مستقیم سنگ معدن طراحی شده‌اند؛ در این روش برخلاف کوره بلند، نیازی به مرحله‌ی ذوب نیست. پس از کاهش سنگ معدن، توده‌ی به‌دست‌آمده که به آن massé گفته می‌شود، تحت عملیات کوبش و فشرده‌سازی (شینگلینگ) قرار می‌گیرد تا ناخالصی‌ها از آن جدا شوند.
در این روش، نیروی محرکه‌ی چکش  (Trip Hammer) از آب تأمین می‌شود، و برای حفظ احتراق یکنواخت در کوره از سامانه‌ی تهویه‌ای به نام ترومپ (Trompe) استفاده می‌شود که هوا را به درون کوره می‌دمد. اصطلاح "آهنگری کاتالان" هم به فناوری به‌کاررفته در این فرآیند اشاره دارد و هم به ساختمانی که این عملیات در آن انجام می‌شود.
با وجود نامش، این نوع آهنگری تنها محدود به منطقه‌ی کاتالونیا نبود، بلکه از قرن هفدهم تا نوزدهم در نواحی کوهستانی مانند آلپ، توده مرکزی فرانسه و پیرنه، و حتی توسط نخستین مهاجران آمریکایی به‌طور گسترده مورد استفاده قرار می‌گرفت.

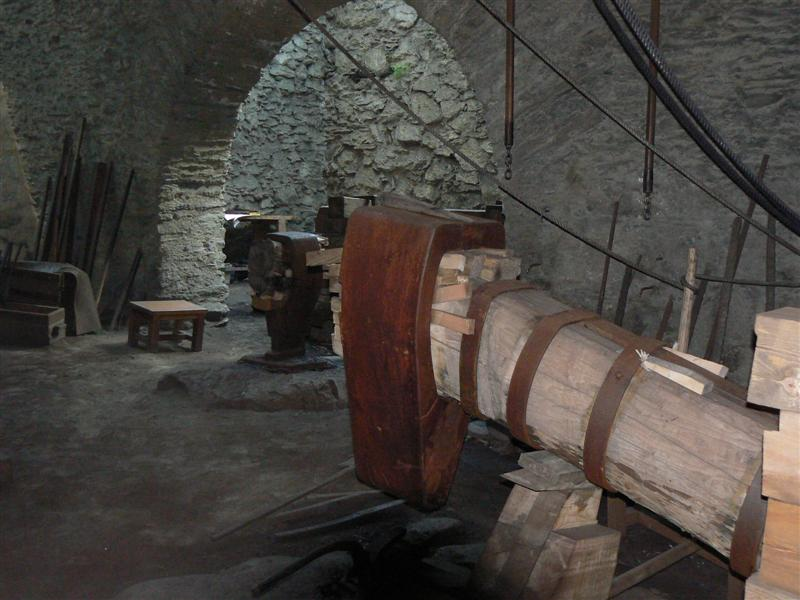
چکش درون یک آهنگری کاتالان

## مبدا و ریشه
متالورژی از دیرباز از سنگ‌ معدن‌های غنی و دارای قابلیت ذوب آسان، مانند هماتیت قهوه‌ای فشرده و کربنات‌های تجزیه‌شده و دارای آب، استفاده می‌کرده است. این سنگ‌ معدن‌ها در کوره‌هایی ابتدایی قرار می‌گرفتند که به صورت گودال‌های دایره‌ای شکل در زمین حفر و با گل رس ساخته می‌شدند. سوخت اصلی این کوره‌ها زغال چوب بود و با دو دمنده‌ی چرمی (بلوئر دستی) فعال می‌شدند.
در این فرآیند، سنگ معدن تحت تأثیر حرارت و فشار به توده‌ای آهنی و انعطاف‌پذیر به نام "بور" (burr) تبدیل می‌شد. سپس این توده با چکش‌کاری فشرده می‌شد تا ناخالصی‌ها و سرباره از آن جدا شود. این روش ابتدایی را "فورج دستی" می‌نامیدند و معمولاً در نزدیکی محل استخراج سنگ معدن احداث می‌شد.
هنگامی که رگه‌ی سنگ معدن تمام می‌شد یا دسترسی به زغال چوب دشوار می‌گردید، فلزکاران محل را ترک کرده و در نقطه‌ی دیگری مستقر می‌شدند، در حالی که بوته‌ها و توده‌های سرباره را پشت سر باقی می‌گذاشتند. مصرف زیاد زغال چوب در این فرآیند نقش مهمی در تخریب جنگل‌های پیرنه داشت؛ مسئله‌ای که بعدها به بروز درگیری‌های متعددی منجر شد.
فورج دستی یکی از ابزارهای ابتدایی و رایج در تولید آهن بود. به مرور زمان، این درک به‌وجود آمد که آسیاب‌های آبی — که پیش‌تر برای آرد کردن غلات یا به حرکت درآوردن اره‌ها به‌کار می‌رفتند — می‌توانند برای کوبش فلز نیز مورد استفاده قرار گیرند. بدین ترتیب، آهنگری آبی به‌تدریج جایگزین فورج دستی شد. در این سیستم، دو چرخ‌آب وجود داشت: یکی برای به حرکت درآوردن دمنده‌ها (بلوئرها) و دیگری برای راه‌اندازی چکش مکانیکی.
نوآوری‌ای که بعدها به مشخصه‌ی اصلی آهنگری کاتالان تبدیل شد، نخستین بار در اوایل قرن هفدهم در ایتالیا پدید آمد. این نوآوری در مناطق مختلف با نام‌هایی مانند "پیرنه‌ای" یا "آلپی" شناخته می‌شد. در حدود نیمه‌ی همان قرن، این روش به پیرنه فرانسه رسید و به‌سرعت در سراسر این منطقه کوهستانی گسترش یافت.

## ابزار و ویژگی‌ها

### ترومپ هیدرولیکی
یکی از ویژگی‌های شاخص آهنگری کاتالان، نیاز به اختلاف ارتفاع نسبتاً زیاد آب است—در حدود ۷ تا ۱۰ متر. آب از ارتفاع به درون مخزن چوبی‌ای به نام پیشه‌رو (paicherou) هدایت شده و از آن‌جا به پایین، از طریق لوله‌ای عمودی به نام شفت جریان می‌یابد. معمولاً دو شفت به صورت هم‌زمان در حال کار هستند.

شماتیک گرافیکی از نحوه عملکرد ترومپ

شفت از یک تنه درخت ساخته می‌شود که ابتدا از وسط به دو نیم تقسیم و سپس از درون خالی می‌گردد. در ادامه، این دو نیمه با حلقه‌های فلزی به یکدیگر متصل می‌شوند. در بخش بالایی این لوله، سوراخ‌هایی با زاویه مایل ایجاد می‌شوند که نقش مکنده دارند و هوا را به داخل می‌کشند. دهانه شفت توسط گوه‌های متحرکی از پایین باز و بسته می‌شود که امکان تنظیم جریان آب را فراهم می‌کنند.
انتهای پایینی شفت به یک محفظه چوبی بزرگ با شکل ذوزنقه‌ای ختم می‌شود که به آن جعبه باد (wind box) گفته می‌شود. آب وارد جعبه باد می‌شود و روی یک سطح نیمکت‌مانند که با صفحه‌ای سنگی محافظت شده، تخلیه می‌گردد. سپس از طریق دریچه‌ای کشویی از جعبه خارج می‌شود. هنگام سقوط آب، هوا از طریق لوله‌های مکش به درون کشیده می‌شود و مخلوطی از آب و هوا به جعبه باد وارد می‌شود.
هوای فشرده‌شده سپس از طریق کانالی چهارگوش که به آن مرد نگهبان یا Sentinel گفته می‌شود، عبور کرده و از طریق نازل به بخش بالایی جعبه آتش هدایت می‌شود. این سامانه، که با الهام از خرطوم طراحی شده، یک راه‌حل خودکار و پایدار برای تهویه محفظه احتراق فراهم می‌آورد که می‌توان با تغییر شدت جریان آب، آن را به‌دقت تنظیم کرد.

### کوره
یکی دیگر از ویژگی‌های بارز آهنگری کاتالان، دمش هوا از طریق ترومپ بر روی کوره‌ای باز و کم‌ارتفاع است. در نتیجه، آهنگری کاتالان با کوره‌ی پیشرفته‌ دیگری در همان دوره به نام اشتوک‌اوفن (Stückofen) تفاوت دارد؛ زیرا در اشتوک‌اوفن، بارگذاری سنگ معدن تا دهانه‌ی دودکش انجام می‌گرفت، در حالی که در آهنگری کاتالان این‌گونه نبود.

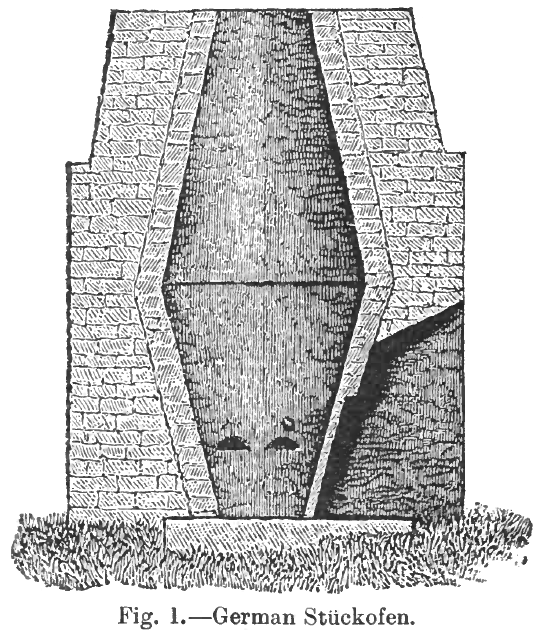
تصویری از کوره اشتوک‌اوفن

کوره، ساختاری چهارگوش از مصالح بنایی شامل گل رس و سنگ‌های درشت است که ابعادی در حدود ۲٫۵ تا ۳ متر طول و ۰٫۷۰ تا ۰٫۹۰ متر ارتفاع دارد. یکی از دیواره‌های آن با زاویه‌ای مایل نسبت به زمین ساخته شده و محل اصلی آتش (کوره‌ی ذوب) در نقطه‌ی تلاقی دو دیوار قرار دارد. ابعاد دقیق این کوره بسته به نیاز آهنگر و شرایط کارگاهی متغیر است.
کف کوره از یک تخته‌سنگ بزرگ گرانیتی ساخته شده است. سنگ‌هایی که اطراف بوته را نگه‌می‌دارند معمولاً از سنگ‌آسیاب‌های فرسوده یا سنگ‌های ساب هستند که به‌منظور جلوگیری از تجمع آب و رطوبت به‌کار می‌روند. دیواره‌ی کوتاه‌ترِ اطراف بوته، به شکل طاقی ساخته شده و در آن دریچه‌ای تعبیه شده تا نازل متصل به جعبه باد از آن عبور کند.
بوته، که یکی از اجزای اصلی کوره‌ی کاتالان به شمار می‌رود، دارای سطوح داخلی مشخص و نام‌گذاری‌شده‌ای است. وجه جلویی آن که به "دست" (hand) معروف است، زمانی که از روبه‌رو به کوره نگاه می‌کنیم، در سمت چپ قرار دارد. سطح کناریِ چپ، که هوا از آن عبور می‌کند، پُرژ (porges) نام دارد. بخش پشتی بوته، زیرزمین (cellar) نامیده می‌شود و سمت کناری دیگر را کانترون یا سنگ معدن (contrevent) می‌نامند.
پایه‌ی کوره از مصالح بنایی ساخته شده و سایر وجوه با صفحات ضخیم آهنی پوشیده شده‌اند. لاتایرول (latairol) از دو صفحه تشکیل شده که به‌وسیله‌ی صفحه‌ای سوم به نام رِستانک (restanque) از یکدیگر جدا شده‌اند. این صفحه‌ی میانی به عنوان تکیه‌گاه اهرم‌هایی عمل می‌کند که کارگران با استفاده از آن‌ها، توده‌ی massé (آهن خام) را بالا می‌کشند. همان‌طور که پیش‌تر اشاره شد، این صفحات با یک اتصال افقی به یکدیگر متصل می‌شوند. این اتصال (که به آن plie گفته می‌شود) بر روی پایه‌هایی محکم از دو طرف تکیه داده شده است که اغلب از سنگ‌های بزرگ یا حتی سر چکش‌های قدیمی ساخته شده‌اند.

### چکش
چکش مورد استفاده برای کوبیدن توده‌ی آهن خام (massé)، اصلی‌ترین ابزار آهنگری کاتالان به شمار می‌رود.

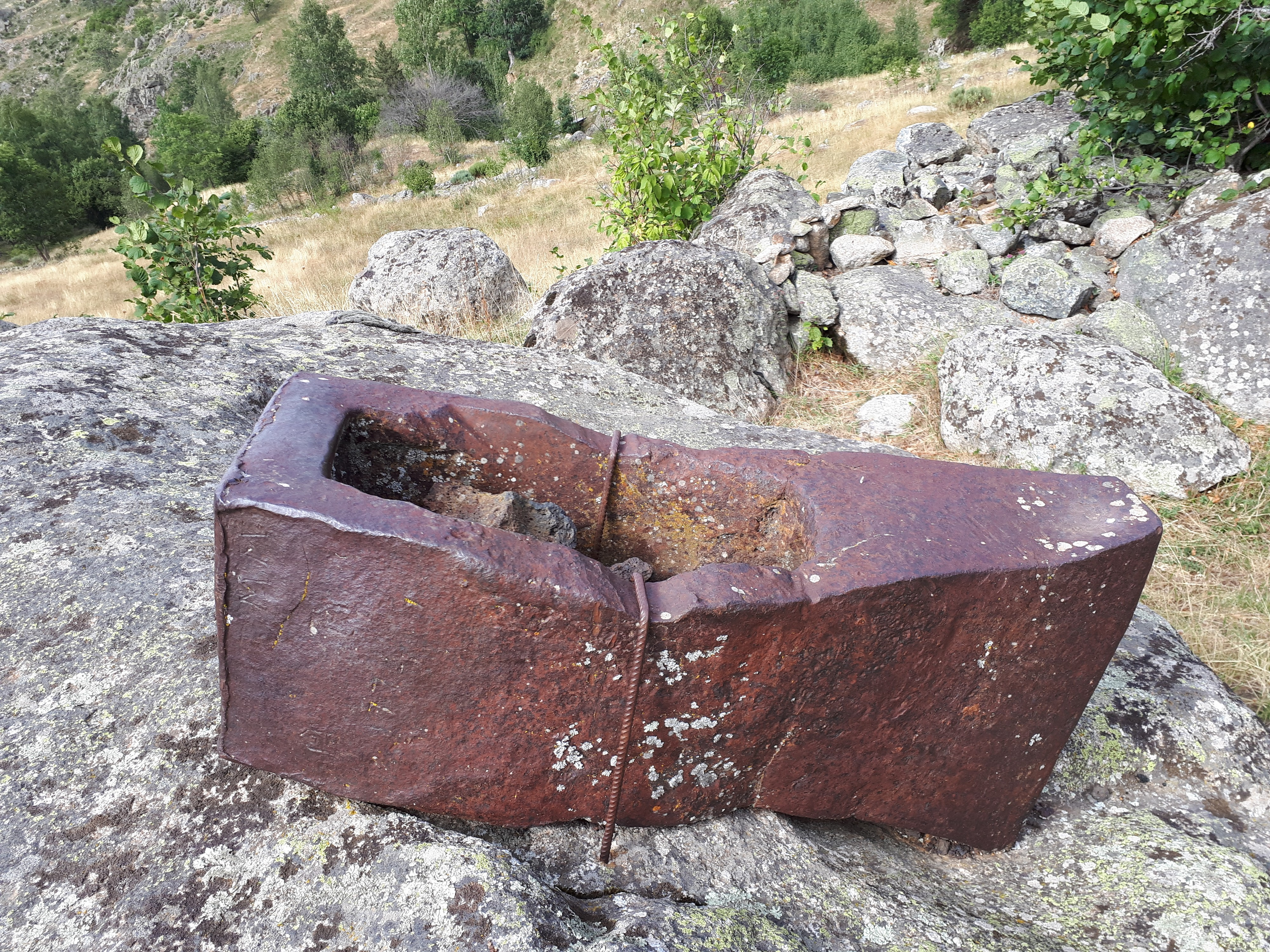
چکشی از یک آهنگری قدیمی، متعلق به سال ۱۷۷۴ میلادی، در پایین‌دست روستای مانته (Mantet) واقع در پیرنه شرقی (Pyrénées-Orientales).

این چکش به‌وسیله‌ی یک چرخ‌آبی به حرکت در می‌آید. چرخ به یک محور چوبی استوانه‌ای متصل است که بر روی محیط آن تعدادی بادامک (cam) تعبیه شده‌اند. وظیفه‌ی این بادامک‌ها گرفتن انتهای چکش است—بخشی که به‌صورت عمودی و متحرک بر روی یک محور نصب شده است.
با چرخش چرخ، هر بادامک دم چکش را بالا می‌کشد. وقتی چکش به ارتفاع مشخصی رسید، بادامک آن را رها می‌کند و چکش با نیروی وزن خود به پایین سقوط کرده و ضربه وارد می‌کند. بلافاصله، بادامک بعدی وارد عمل شده و همین چرخه تکرار می‌شود.
سندان، جایی که چکش به آن برخورد می‌کند، در مرکز خود یک قطعه‌ی فلزی قابل تعویض به نام پایل دارد. این قطعه بسته به نوع کار قابل جایگزینی است. به همین ترتیب، سر چکش نیز یک توده‌ی فلزی سنگین است، اما بخش تحتانی آن که با سندان تماس دارد نیز قابلیت تعویض دارد تا متناسب با نوع عملیات آهنگری تنظیم شود.
ریتم ضربات چکش توسط میزان و شدت جریان آب که روی چرخ می‌ریزد کنترل می‌شود؛ بنابراین، آهنگر می‌تواند با تنظیم دبی آب، سرعت و قدرت ضربات را به‌طور دقیق تحت کنترل داشته باشد.